# Magdalena (Veracruz)
Magdalena es una localidad del estado mexicano de Veracruz. Es cabecera del municipio de Magdalena.

## Demografía
| Censo | Población |
| ----- | --------- |
| 1900  | 575       |
| 1910  | 524       |
| 1921  | 491       |
| 1930  | 23        |
| 1940  | 123       |
| 1950  | 135       |
| 1960  | 276       |
| 1970  | 367       |
| 1980  | 352       |
| 1990  | 219       |
| 1995  | 290       |
| 2000  | 601       |
| 2005  | 612       |
| 2010  | 689       |
| 2020  | 854       |